# Troy Findley

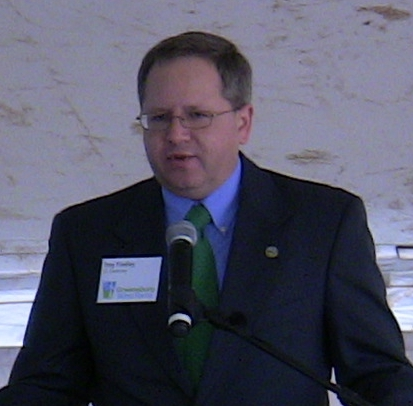
Troy Findley

Troy Findley (* 11. Juli 1964 in Lawrence, Kansas) ist ein US-amerikanischer Politiker. Zwischen 2009 und 2011 war er Vizegouverneur des Bundesstaates Kansas.

## Werdegang
Troy Findley besuchte die öffentlichen Schulen seiner Heimat einschließlich der Lawrence High School, die er 1982 abschloss. Im Jahr 1990 absolvierte er die University of Kansas. Danach war er im Bankgewerbe tätig. Gleichzeitig schlug er als Mitglied der Demokratischen Partei eine politische Laufbahn ein. Zwischen 1995 und 2003 saß er als Abgeordneter im Repräsentantenhaus von Kansas. Von 2003 bis 2005 war er als Verbindungsmann (Legislative Liaison) für Gouverneurin Kathleen Sebelius tätig. Danach war er bis 2009 deren Stabschef.
Nachdem Sebelius am 28. April 2009 zur US-Gesundheitsministerin im Kabinett Obama ernannt worden war, wurde Vizegouverneur Mark Parkinson ihr Nachfolger im Amt des Gouverneurs von Kansas. Dieser berief Troy Findley am 14. Mai desselben Jahres zu seinem Stellvertreter. Diesen Posten bekleidete er bis zum 10. Januar 2011. Unter anderem war er während dieser Zeit auch für die Energiepolitik seines Staates verantwortlich und setzte sich für erneuerbare Energien ein. Findley ist Mitglied mehrerer Organisationen und Vereinigungen. Mit seiner Frau Jennifer hat er einen Sohn; die Familie lebt in Topeka.